# Літальна перетинка
Літальна перетинка (лат. patagium ) — складка шкіри, яка дозволяє наземним хребетним тваринам літати або планувати.
У птахів з'єднує кистьовий згин з плечовим суглобом та утворює еластичний передній край крила, що згладжує ліктьовий згин і запобігає утворенню тут завихрень повітря.
Наявна також у деяких ссавців (кажани, шерстокрили, літяги) і рептилій.